# 日鉄スラグ製品
日鉄スラグ製品株式会社（にってつスラグせいひん）は、日本製鉄グループの企業である。

## 概要
旧・住友金属工業が製鉄所における高炉スラグの処理と販売を目的として、1960年に和歌山鉱化工業、1970年に鹿島鉱化工業を設立。1979年に住金和歌山鉱化、住金鹿島鉱化とそれぞれ社名が変更された後、2002年に両社は合併し、住金鉱化が発足した。
2012年、旧・住友金属工業と新日本製鐵の経営統合による新日鐵住金発足に伴い、日鉄住金鉱化へ社名が変更された。
2014年7月1日には、新日鐵住金グループの広鉱技建、製鉄鉱業大分、日鉄住金リコテックと事業統合し、日鉄住金スラグ製品に社名が変更された。

## 沿革
- 2002年（平成14年）10月 - 住金鹿島鉱化と住金和歌山鉱化が合併し、住金鉱化が発足。
- 2012年（平成24年）10月1日 - 日鉄住金鉱化株式会社に社名変更。
- 2014年（平成26年）7月1日 - 製鉄鉱業大分を吸収合併し、広鉱技建及び日鉄住金リコテックのスラグ事業を統合。日鉄住金スラグ製品株式会社に社名変更。
- 2019年（平成31年）4月1日 - 親会社の新日鐵住金が日本製鉄へ商号変更したことに伴い、日鉄スラグ製品株式会社に商号変更された[1]。

## 主な事業所
- 室蘭事業所（北海道室蘭市）
- 鹿島事業所（茨城県鹿嶋市）
- 君津事業所（千葉県君津市）
- 名古屋事業所（愛知県東海市）
- 和歌山事業所（和歌山県和歌山市）
- 広畑事業所（兵庫県姫路市）
- 八幡事業所（福岡県北九州市）
- 大分事業所（大分県大分市）